# Megaselia lanceata
Megaselia lanceata är en tvåvingeart som beskrevs av Borgmeier 1962. Megaselia lanceata ingår i släktet Megaselia och familjen puckelflugor. Inga underarter finns listade i Catalogue of Life.